# Джеймс Йорк
Джеймс Йорк (англ. James Alan Yorke; нар. 3 серпня 1941, Плейнфілд (Нью-Джерсі), США) — американський математик. Праці в основному присвячені теорії хаосу і популяційній динаміці. Відомий як один з авторів методу Отта-Гребоджі-Йорка.

## Нагороди та визнання
- 1980: грант Ґуґґенгайма[7];
- 1997: меморіальні лекції Вейцмана [8]
- 2003:Премія Японії[9];
- 2003: член Американського фізичного товариства[10];
- 2012: член Американського математичного товариства[11];
- 2013: член Товариства промислової та прикладної математики[12];
- 2016: Thomson Reuters Citation Laureates